# Corrado Tumiati
Corrado Tumiati (Ferrara, 9 settembre 1885 – Firenze, 16 febbraio 1967) è stato un medico, scrittore e giornalista italiano, nonché poeta e vincitore del Premio Viareggio nel 1931 con l'opera "I tetti rossi. Ricordi di manicomio".

## Biografia
Figlio di Gaetano, avvocato e di Eda Ferraresi, a sua volta figlia di un medico, era fratello dell'attore Gualtiero Tumiati, del professore universitario e giurista Leopoldo Tumiati  e del drammaturgo Domenico Tumiati nonché zio del giornalista Gaetano Tumiati; ebbe un'infanzia felice e un'adolescenza stimolante grazie al clima della città che contava la presenza di personaggi brillanti tra i quali il pittore Filippo de Pisis e il poeta Corrado Govoni.

### Gli studi di Medicina
Compì studi regolari dimostrandosi portato sia per le materie umanistico-letterario che per quelle scientifiche e, al momento di scegliere la facoltà a cui iscriversi, optò per la facoltà di medicina che seguì per tre anni presso l'Università di Ferrara e in seguito presso l'Università di Firenze dove si laureò a pieni voti con il professore Ferruccio Schupfer discutendo una tesi sul tumore dello stomaco.

### La professione medica
Gli venne subito offerto un posto come assistente universitario ma Corrado preferì dedicarsi alla professione medica.
Venne assunto come assistente presso il manicomio di Pesaro diretto da Antonio D'Ormea che seguirà, nel 1910, a Siena lavorando per tre anni presso l'ospedale della città e seguendo inoltre i corsi di anatomia fisiologica presso l'"Istituto di fisiologia "di Bruno Brunacci.
Impegnato nella ricerca neuropsichiatrica, collaborò a riviste specialistiche pubblicando diversi articoli inerenti alla materia.

### La partecipazione alla Grande Guerra
Nel 1913 vinse il concorso e si trasferì a Venezia praticando la professione come psichiatra a San Servolo fino al giugno del 1915 quando, allo scoppio della grande guerra, fu richiamato per prestare servizio come tenente medico presso gli ospedali del territorio. Attivo in prima linea durante gli scontri del Carso, operò anche sul Piave e rimase nelle vesti di soldato-medico fino al settembre del 1919 quando venne congedato.

### La febbrile attività in campo medico
Dopo il congedo ritornò a San Serviolo e nel 1920 fondò il periodico La Voce Sanitaria che nel 1926 cambiò il titolo con quello di "Igiene Mentale".
In questo periodo Tumiati si dedicò attivamente alla sua professione e fondò un "Patronato per i malati di mente" e un "Dispensario psichiatrico" per l'assistenza minorile.

### L'abbandono della professione
Nel 1931, a causa di divergenze politiche con le autorità della prefettura decise di abbandonare la professione e, anche per l'influenza di Pietro Pancrazi, si trasferì a Firenze.

### L'attività di scrittore
Si dedicò pertanto alla scrittura e sarà proprio in questo anno che pubblica, per la casa editrice Fratelli Treves, "I tetti rossi. Ricordi di manicomio" con il quale vincerà il Premio Viareggio.

### L'attività di giornalista
A Firenze iniziò l'attività di giornalista presso il Corriere della Sera che gli affidò la terza pagina e collaborò con assiduità alle riviste Pan e Pegaso.
Ebbe così modo di conoscere e frequentare gli ambienti letterari e di stringere amicizia con alcuni intellettuali dell'epoca, come il letterato Vittore Branca, il critico Pietro Pancrazi, il musicista Luigi Dallapiccola, il pittore Giovanni Colacicchi oltre a numerosi politici e giuristi come Piero Calamandrei che nel 1945 gli affiderà l'incarico di redattore e vice direttore della rivista a carattere politico-letteraria Il Ponte.
Con lo stesso Piero Calamandrei e altri intellettuali toscani e non (tra i quali l'artista Paride Baccarini, Giacomo Devoto, Enzo Enriques Agnoletti) nel gennaio 1945 fondò, sempre a Firenze, l'Associazione Federalisti Europei.
Nel 1952 gli venne affidata, dall'"Associazione Medici Scrittori Italiani", la direzione del periodico La Serpe e fino al 1963 collaborò alla rivista "L'Illustrazione del medico", edita dai laboratori Maestretti.

### L'attività di traduttore e di poeta
Tumiati fu inoltre competente traduttore di classici stranieri, in particolare francesi, come Rénard, Marivaux, Musset e Molière oltre a essere poeta di grande sensibilità.

## Opere
- Corrado Tumiati, I tetti rossi. Ricordi di manicomio, Milano, F.lli Treves, 1931,  p. 202.
- Corrado Tumiati, Solstizio nell'orto, Collana: Letteratura contemporanea, 2ª ed., Firenze, Sansoni, 1943,  p. 182.
- Corrado Tumiati, Il miracolo di Santa Dymfa: incontri e paesi, Firenze, Vallecchi, 1942,  p. 258.
- Corrado Tumiati, Il pavone della casa blu ed altre storie impossibili, Torino, Società Editrice Internazionale (SEI), 1944,  p. 160.
- Corrado Tumiati, Sulla diagnosi di insufficienza mentale nei fanciulli, Pesaro, Tip. Federici, 1914,  p. 49.
- Corrado Tumiati, Collezione privata. Profili e ritratti. Adelaide Ristori, Amelia Rosselli, Jules Renard, Francesco Redi, Vincenzo Chiarugi, L. v. Beethoven, Torquato Tasso, il Caravaggio, Alexandre Borodine, Mungo Park, Georges Clemenceau, Isidoro Falchi, Agostino Bertani, Piero Calamandrei, Firenze, Vallecchi, 1965,  p. 256.
- Corrado Tumiati, La trovata di Rabocchio, Illustrazioni di Sara Fossati; collana: Taccuini, 4, Firenze, Giannini, 19..?,  p. 29.
- Corrado Tumiati, Justus Ebhardt: un libraio giornalista dell'800 a Venezia, Estr. da: Le tre Venezie, a. 7 (1931), n. 6, 1931,  pp. 349-356.
- Corrado Tumiati, La noce di cocco, Milano, F.lli Treves, 1934,  p. 247.
- Corrado Tumiati, Nessuno risponde, Collana: Letteratura contemporanea, Firenze, Sansoni, 1950,  p. 222.
- Corrado Tumiati, Vite singolari di grandi medici dell'800, Titolo alternativo: Vite singolari di grandi medici dell'Ottocento, Firenze, Vallecchi, 1952,  p. 209.
- Corrado Tumiati, Gli Americani e l'Italia del Risorgimento, Estr. da: Le vie d'Italia, a. 68, n. 2 (febbraio 1962), 1962,  pp. 168-176.
- Corrado Tumiati, Sette storielle per uomini e bestie, Ed. di 250 esempl. Num., Urbino, Istituto Statale d'Arte per la Decorazione del Libro, 1961,  p. 31.

### Traduzioni
- Moliere, Tartufo; Il misantropo, Traduzione dal francese di Corrado Tumiati, Padova, Rebellato, 1960,  p. 189.
- Moliere, Don Giovanni o Il convitato di pietra, Traduzione dal francese di Corrado Tumiati. Nota di Emilio Barbetti. Collana: Biblioteca sansoniana teatrale, 14, Firenze, Sansoni, 1953,  p. 72.
- Moliere, Teatro, a cura di Emilio Barbetti, Traduzioni dal francese di Corrado Tumiati e di Alfredo Bartoli, Firenze, Sansoni, 1980,  Vol. 1, pagg. 976; vol. 2, pagg. 994.
- Alfred de Musset, Barberina: commedia in tre atti, Traduzione dal francese di Corrado Tumiati; collana: La meridiana, 9; titolo originale: La quenouille de Barberine, Firenze, Sansoni, 1943,  p. 67.
- Pierre Carlet de Chamblain de Marivaux, Arlecchino dirozzato dall'amore e L'eterna questione, Traduzione e nota di Corrado Tumiati; opera originale: Arlequin poli par l'amour (1720); collana: La meridiana, 42, Firenze, Sansoni, 1944,  p. 77.
- Jules Renard, Pel di carota; Filippo e Ragotte, Traduzione e introduzione di Corrado Tumiati; titolo originale: "Poil de carotte"; collana: Biblioteca moderna Mondadori. Sez. filosofia, psicologia e religione, 179, Milano, Mondadori, 1951,  p. 206.
- Pierre Carlet de Chamblain de Marivaux, La duplice incostanza; Il gioco dell'amore e del caso, Tit. orig.: La double inconstance, Le jeu de l'amour et du hasard; collana: Biblioteca sansoniana teatrale, 13, Firenze, Sansoni, 1952,  p. 131.
- Francis William Bain, La giovenca dell'alba, Versione italiana di Corrado Tumiati con cinque tavole a colori di Beryl Hight Tumiati, Firenze, Bemporad, 1927,  p. 87.
- Paul Hyacinthe Loyson, L'apostolo: tragedia moderna in tre atti, Versione di Corrado Tumiati; con prefazione di Renato Simoni, Milano, Treves, 1912,  p. 144.
- Francis William Bain, La giovenca dell'alba, Versione italiana di Corrado Tumiati; ed. di 400 esempl. f. c., Bergamo, Morgana, 1989,  p. 87.
- Francis William Bain, La donna del sogno: romanzo, Traduzione di Corrado Tumiati; collana: Narratori moderni, Firenze, Giannini, 1944,  p. 233.
- Jules Renard, Il pane casalingo; Il piacere di troncare, Traduzione e nota di Corrado Tumiati; collana: Biblioteca sansoniana teatrale, 11, Firenze, Sansoni, 1952,  p. 59.
- Francis William Bain, La caduta del sole, Versione italiana di Corrado Tumiati, Torino, Frassinelli, 1936,  p. 95.
- Jules Renard, Pel di carota, Traduzione di Corrado Tumiati; postfazione di Mario Lodi; collana: Leggere i classici, 33; titolo originale: Poil de carotte, Segrate, Mondadori, 1995,  p. 112, ISBN 88-04-39962-7.

### Curatele
- Gilberto Rossi, Favole, Presentazione di Corrado Tumiati, una nota di Gualtiero Rossi, due acqueforti e dieci disegni di Renato Bruscaglia; Ed. di 200 esempl. Num., Urbino, Istituto statale d'arte, 1968,  p. 79.
- Franca Maria Catri, Quaderno di un medico (1954-1958), Prefazione di Corrado Tumiati; collana: Poeti, Padova, Rebellato, 1959,  p. 47.
- Paolo Di Bono, Terra come donna: versi, Presentazione di Corrado Tumiati, Sarzana, Ed. Carpena, 1956,  p. 87.
- Girolamo Fracastoro, La favola d'Ilceo ed altri frammenti (da Syphilis sive de morbo gallico), Interpretazioni di Fabrizio Winspeare; con presentazione di Corrado Tumiati; collana: La grande poesia d'ogni tempo, 8, Milano, Ed. Ceschina, 1957,  p. 64.

## Opere su Corrado Tumiati
- AA.VV., Corrado Tumiati: medico e scrittore (1885-1967), nel centenario della nascita, Ed. di 300 esempl. f. c.; 2 ritratti, Campi Bisenzio, Italia grafiche, 1985,  p. 80.